# 缺齿鼠耳蝠
缺齿鼠耳蝠（学名：Myotis annectans）为蝙蝠科鼠耳蝠属的动物。分布于印度，印度尼西亚， 老挝，缅甸，泰国和中国大陆，云南等地。该物种的模式产地在印度阿萨姆那加山。